# Aborto en Brasil
El aborto inducido en Brasil o interrupción voluntaria del embarazo en Brasil es completamente ilegal según el Código Penal brasileño (art. 124-127), pero no punible si no hay otra forma de salvar la vida de la gestante si el embarazo es oriundo de violación o si el feto es portador de anencefalia (Código Penal, art. 128).

## Supuestos de aborto inducido legales
El aborto inducido se considera no punible, según el código penal brasileño de 1940, en los siguientes casos:
- Si el embarazo pone en riesgo serio la vida de la mujer.
- Si el embarazo en resultado de una violación o estupro.

## Penas por aborto ilegal
Si una mujer realiza o da consentimiento para la práctica del aborto inducido, cuando no se dan los supuestos establecidos, puede ser encarcelada de entre 1 y 3 años. Si el aborto causa cualquier daño a la mujer la pena es mayor. Si el aborto causa la muerte de la mujer, la pena es el doble para quien lo practique o induzca. La legislación sobre el aborto se encuentra en el Código Penal de Brasil, Título I (Delitos contra la persona), capítulo I, artículo 124 (Delitos contra la vida).
Un desarrollo reciente fue un orden por el Ministerio de la Salud, exponiendo que sólo una acusación de una violación a la policía es suficiente para dejar que el sistema de salud pública realice tales abortos. Esta medida ha sido enfrentada por oposición fuerte por parte de grupos provida.

## Número de abortos, muertes maternales y porcentaje por edades
A pesar de su prohibición y penalización, el aborto inducido (ya sea como aborto con medicamentos o como aborto quirúrgico) se sigue practicando de manera ilegal en Brasil. El Ministerio de Salud de Brasil estima que se producen en Brasil entre 729.000 y 1.250.000 aborto inducidos al año en el interior del país. Aunque esta estimación es muy especulativo, ya que los abortos son ilegales, existiendo un gran desacuerdo con otras fuentes no gubernamentales, que estiman el número entre 500.000 y 800.000 abortos anuales.  
Según el profesor Ruy Laurenti, del Departamento de Epidemiología de la Escuela de Salud Pública de Universidad de São Paulo, desde 1996 hasta hoy el número de muertes maternas relacionadas con el aborto son las siguientes: en 1996, 87 muertes; en 1997, 105 muertes; en 1998, 69 muertes; en 1999, 84 muertes; en 2000, 80 muertes; en 2001, 87 muertes; en 2002, 70 muertes; y en 2003, 84 muertes de mujeres embarazadas a la que se practicó un aborto ilegal en condiciones sanitarias claramente deficientes. Alrededor de un quinto de las mujeres que tuvieron abortos inducido en condiciones de ilegalidad buscaron una atención hospitalaria para corregir los daños en el cuerpo de la mujer, ya sea mediante la introducción de objetos en la vagina para matar al feto, el uso inadecuado del aborto con medicamentos o la expulsión incompleta.
Entre mujertes de 18 e 19 años 1 de cada diez ha tenido un aborto. De cada 100 mujeres de 18 a 39 años el 15% ha tenido un aborto, y de cada 100 mujeres entre 35 y 39 años han tenido un aborto el 20% -1 de cada 15. la zona que presenta el mayor número de abortos es el Nordeste de Brasial y la menor el sur.

### Aborto con medicamentos
El procedicimiento más utilizado es el aborto con medicamentos mediante misoprostol (Cytotec) frente al aborto quirúrgico.

### Perfil medio de la mujer que aborta
La mujer que realiza un aborto tiene de media entre 20 y 29 años.

## Enfrentamiento entre gobierno e Iglesia católica

### Caso de la excomunión por el aborto en una niña de 9 años
En marzo de 2009 se produjo un enfrentamiento entre el gobierno brasileño y la Iglesia católica ya que el arzobispo brasileño José Cardoso Sobrinho hizo uso de la excomunión en un caso destacado de aborto inducido lo cual fue reprochado por el ministro de Salud de Brasil.
Una niña con 9 años quedó embarazada con gemelos después del abuso y violación por su padrastro. La posibilidad de practicar el aborto inducido era legal ya que se ha había producido por violación. El aborto inducido fue realizado por médicos cualificados en la ciudad de Recife el 4 de marzo de 2009 después de advertir, además, que la niña podía haber fallecido si su embarazo de gemelos continuaba.
El arzobispo brasileño José Cardoso Sobrinho anunció la excomunión tanto de la madre de la niña como de los médicos que realizaron el aborto -el Código Canónico prescribe la excomunión automática -latae sententiae-, sin necesidad de declaración, para todo aquel que practique o procure un aborto-.

## Opinión pública
Un sondeo realizado en marzo de 2007 por Datafolha/Folha de S. Paulo descubrió que un 65% de brasileños creen que la ley actual de su país "no debería ser modificada", un 16% que debería expandirse "para permitir el aborto en otros casos", un 10% que el aborto debería "despenalizarse" y un 5% "no estuvieron seguro".